# 낭 (성씨)
낭(浪)씨는 중국과 한국의 성씨이다.

## 양주 낭씨
낭(浪)씨는 2000년 대한민국 통계청 인구조사에서 341명으로 조사되었다. 본관은 양주 낭씨(楊州 浪氏) 단본이다.
명(明)나라 숭정(崇禎) 연간인 1628년∼1644년(조선 인조 6∼22) 명(明)나라의 병부시랑(兵部侍郞) 낭초(浪礎)가 간신의 참소를 입고 배를 타고 도망하여 조선 인조 때에 조선 황해도 옹진(雍津) 근처에 이르러 머물렀다. 옹진에서 여(呂)씨 성을 가진 사람에게 도움을 받아 함께 살다가 서천(舒川)으로 옮겨 살았다고 한다. 
《조선씨족통보》에 따르면 시조인 낭충정공(浪忠正公)은 중국 장쑤성 양주 출신이라고 한다.
한편, 이덕무(1741년~1793년)가 저술한 《앙엽기(盎葉記)》에 양주 낭씨가 야인투화자(野人投化者)의 후예라고 나와 있는 것을 보아 중국계 귀화 성씨인 것은 분명하다.
조선시대 인물로는 조선 정조 때 무과에 급제하여 무예별감(武藝別監)에 근무한 낭세희(浪世熙), 장용위(壯勇衛)에 근무한 낭처호(浪處浩), 낭세룡(浪世龍), 가선대부(嘉善大夫)로 결성현감(結城縣監)을 역임한 낭수일(浪壽一), 진사시에 급제한 낭종호(浪宗鎬) 등이 있다.